# Блокирање Википедије у Турској
Дана 29. априла 2017. године, власти Турске су извршиле блокирање онлајн приступа Википедији на свим језицима у целој Турској.
Рестрикција је уведена као део чистки 2016/17. након покушаја државног удара у Турској 2016, неколико недеља после значајног уставног референдума и након више селективних делимичних блокирања садржаја Википедије претходних година. Наметнута је турским законом бр. 5651, због чланка о тероризму под државним покровитељством у којем је Турска описана као држава која спонзорише ИДИЛ и Ал Каиду; ово је турско судство доживело као јавну манипулацију мас-медијима. Упркос вишеструким захтевима Тела за информационе и комуникационе технологије, Википедија је одбила да се чланак измени тако да буде у складу са захтевима турског закона. Википедија је стога остала и даље блокирана у Турској све до укидања блокаде 2020. године.
Посреди блокирања, оснивачу Википедије Џимију Вејлсу отказан је позив на „Ворлд ситис експо” у Истанбулу који се одржао 15—18. маја.
Уставни суд Турске је 26. децембра 2019. године донео пресуду у корист Википедије са образложењем да блокада приступа Википедији крши право на слободу изражавања. Дана 15. јануара 2020. године је званично укинута забрана.

## Позадина
Неке земље су Турску оптужиле за финансирање исламистичких побуњеничких група у Сирији, укључујући огранак Ал Каиде у Сирији — Ал Нусра фронт. Октобра 2014, потпредседник САД Џо Бајден рекао је да су Турска, Саудијска Арабија и УАЕ „усули стотине милиона долара и десетине хиљада тона оружја у свакога ко се борио против Ел Асада”.
Блок је наметнут две недеље након уставног референдума у Турској, који је одржан 16. априла 2017. године.
Дана 25. априла, Турска је извела неколико ваздушних напада на одељења ,  и  у Сирији и Ираку (Синџар). 40 милитаната, укључујући пет војника Пешмерге, убијено је у ирачким планинама Синџар, а више од 20 бораца YPG и YPJ убијено је на сиријској планини Каракок. Сиријске демократске снаге (SDF) претиле су повлачењем из текуће операције заузимања Раке ако Сједињене Америчке Државе не подузму мере да зауставе турске ваздушне нападе на групу. Као одговор, САД је почео да патролира границу заједно са трупама SDF како би приморао на обустављање паљбе између његових двају савезника.
Настављајући чистке у Турској 2016/17, дана 26. априла 1.009 полицајаца је задржано на основу оптужби да су тајно укључени у Гуленову мрежу са турским полицијским снагама. Суспендовано је 9.100 полицајаца.
Дана 29. априла, отпуштена су још 3.974 државна службеника. Медији и репортери су погођени у великој мери; затворено је 190 компанија које објављују вести, а најмање 120 новина завшило је у затвору. Заједно са блокирањем Википедије и телевизијских емисија за упознавање, Њујорк тајмс је описао овакве покрете власти као „[све] шири обрачун са неистомишљеницима и слободом изражавања”.

## Правни контекст
Закон бр. 5651, познат као Интернетски акт (IA), ступио је на снагу 4. маја 2007. године. Намену овог закона је описало сада непостојеће Председништво телекоминикација и комуникација на следећи начин: „Постоји неколико разлога зашто је донет закон. Први разлог: да се одреди обавеза и одговорност провајдера колективних услуга, провајдера приступа и провајдера садржаја, који су главни актери интернета. Други разлог је да се одреде процедуре и основи повезани са специфичним злочинима почињеним преко интернета и борба против оваквог садржаја, локација и провајдера приступа.” У скорије време, закон је коришћен за цензурисање индивидуалаца, новинара и медија. Процењује се да је најмање 127.000 веб-сајтова блокирано у Турској, поред још 95.000 појединачних веб-страница.

## Блокирање
У јутро 29. априла 2017. године, након вести Терки блокса да су све језичке верзије Википедије блокиране у Турској, неколико веб-сајтова је објавило чланке о догађају. Ројтерс и Би-Би-Си су известили да су турске власти блокирале приступ Википедији у земљи почев од 5.00 . Турско Тело за информационе и комуникационе технологије (тур. Bilgi Teknolojileri ve İletişim Kurumu, BTK) првобитно није дало посебан разлог и једноставно је констатовано следеће: „Након техничке анализе и правног разматрања на основу Закона бр. 5651 [који регулиште интернет], административна мера је подузета за овај веб-сајт.” Истог дана, оснивач Википедије Џими Вејлс на Твитеру је одговорио на блокирање, казавши следеће: „Приступ информацијама је фундаментално људско право. Турски народе[,] ја ћу увек стајати уз вас у борби за ово право.”
Корисници су рекли да је једини начин да се приступи Википедији коришћење алатки као што је виртуелна приватна мрежа (VPN).

## Образложење и захтеви
Глас Америке је известио да су турски медији објаснили да је блокирање резултат „садржаја повезаног с терором”. Позивајући се на имејл изјаву коју је дало Министарство транспорта, поморских послова и комуникација, турска новинска Агенција Анадолија објавила је како је блокирање извршено због чланака и коментара који описују наводну сарадњу Турске са терористичким групама. Министарство је дало следећу изјаву: „Уместо координисања против тероризма, постала је [Википедија] део извора информација који води прљаву кампању против Турске на међународној сцени.”
Након судског приговора који је уложио професор Јаман Акдениз са Универзитета Билги, 2. Кривични касациони суд у Анкари изјавио је да су узроци блокирања били следећи чланци односно одељци чланака (на енглеској Википедији):
Турски министар транспорта Ахмет Арслан је 11. маја 2017. године навео Википедијино истициање „садржаја [који] ствара перцепцију да Турска подржава терористичке организације” као разлог за блокирање.
Према извештају Би-Би-Сија, дневне новине Хуријет написале су да је Анкара питала Википедију да уклони увредљиви садржај, додавши како би забрана приступа била уклоњена ако Википедија испуни захтеве Турске. Касније истог дана, привремена „административна мера” замењена је судским извршењем које је издао 1. Кривични суд за мир у Анкари и блокирао Википедију као „заштитну меру”.
Према извештају Агенције Анадолија земља „има историју захтевања да међународни веб-сајтови подузму [такве] кораке као што је отварање представничког уреда у земљи, испуњавање начела међународног права, имплементирање судских одлука, те невођење било какве прљаве кампање или операције у Турској”.
Задужбина Викимедија је 3. маја 2017. године уложила приговор на блокирање 1. Казненом суду за мир у Анкари, али је суд исти одбио 5. маја. У одлуци је констатовано да ће блокирање на нивоу целе земље да се настави пошто „увредљиве” странице нису уклоњене. Омер Фатих Сајан, председавајући турског Тела за информационе и комуникационе технологије, дао је следећу изјаву: „Није могуће ослободити приступ Википедији све док се одлуке не имплементирају.” Истог дана, Тело за ИКТ објавило је следећу званичну изјаву:

- Упркос свим напорима, садржај који лажно наводи подршку Турске терористичким организацијама није уклоњен са Википедије.
- Овај садржај није било допуштено уређивати тачним информацијама.
- Пошто се Википедија преноси у HTTPS протоколу, технички је немогуће филтрирати по појединачним URL-овима да би се блокирао само релевантни садржај.
- Стога, сав садржај Википедије мора да се филтрира.
- Уредници Википедије морају да ураде што је неопходно за овај и сличан садржај.

## Повлачење позива Џимију Вејлсу
Општина Истанбул је 2. маја уклонила Џимија Вејлса, оснивача Википедије, са списка гостију на церемонији „Ворлд ситис експо” о паметним градовима која се одржала у граду 15—18. маја, и то са следећом обавешћу: „Оснивачу Википедије Џимију Вејлсу је отказан позив на ’догађај Ворлд ситис експо’ и одлука му је приопштена. С поштовањем јавно објављено.” Вејлс се надао присуствовању упркос блокирању Википедије, прокоментарисавши следеће: „Радујем се посети. Истанбул је један од мојих најомиљенијих градова.”

## Реакције
Парламентарци Републиканске народне партије критиковали су блокирање; Ерен Ердем је изјавио да забрана приступа ставља „Турску у [исту] линију са Северном Корејом”, док је Бариш Јаркадаш исту назвао „цензурисањем и кршењем права на приступ информацијама”. Кооснивач Википедије Џими Вејлс је у твиту изразио подршку за оне који критикују одлуку као цензурисање, изјавивши следеће: „Приступ информацијама је фундаментално људско право. Турски народе[,] ја ћу увек стајати уз вас у борби за ово право.” Задужбина Викимедија, која покреће Википедију, каже да је посвећена томе да се сајт учини доступним у Турској и инсистира на „судском преиспитивању” одлуке.
NDTV из Индије изјавио је да је потез изазвао бурне реакције у друштвеним медијима против одлуке да се ускрати приступ „једном од светских најпопуларнијих веб-сајтова”.
Такође, активисти су направили копију турске Википедије на -у — што је нови начин приступа веб-садржају који Турска влада не може да блокира јер користи децентрализовану, отпорну технологију отвореног кода.